# Бибельсхайм
Бибельсхайм (нем. Biebelsheim) — община в Германии, в земле Рейнланд-Пфальц. 
Входит в состав района Бад-Кройцнах. Подчиняется управлению Бад Кройцнах.  Население составляет 661 человек (на 31 декабря 2010 года). Занимает площадь 3,10 км².